# Układ piramidowy

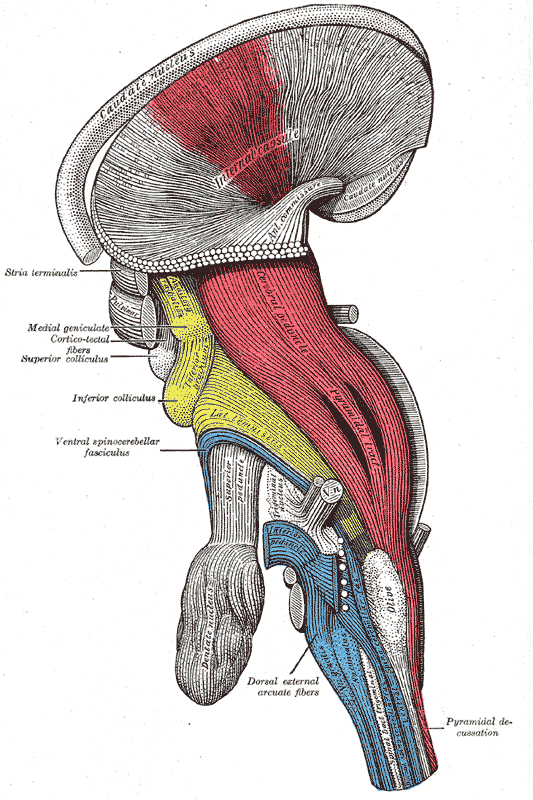
Schemat struktur pnia mózgu, droga piramidowa (pyramidal tract) zaznaczona na czerwono, na samym dole zaznaczono skrzyżowanie piramid (pyramid decussation)

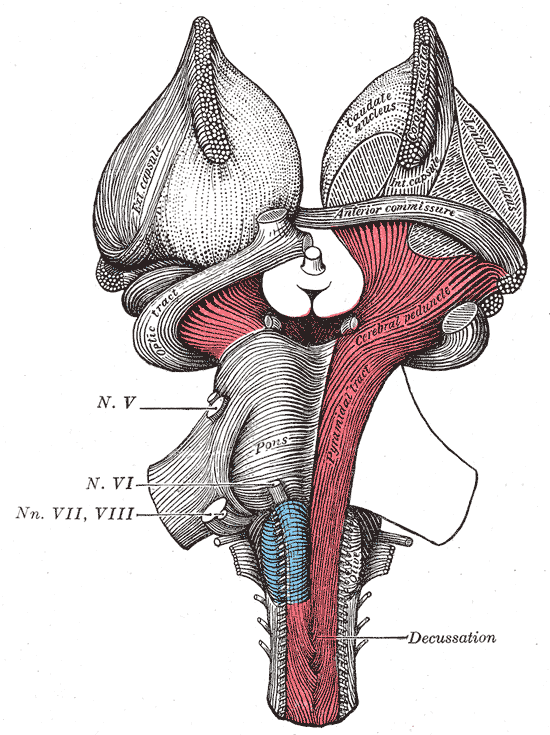
Analogiczny schemat z tymi samymi oznaczeniami, widok od góry

Układ piramidowy (łac. systema pyramidale) – część układu nerwowego kontrolująca ruchy dowolne i postawę ciała. Układ piramidowy ma dwie drogi unerwiające ruchowo mięśnie. Pierwsza z nich to droga korowo-jądrowa, która unerwia mięśnie twarzoczaszki, szyi, a także część mięśnia czworobocznego. Druga to droga korowo-rdzeniowa, która unerwia resztę mięśni organizmu.

## Budowa układu piramidowego

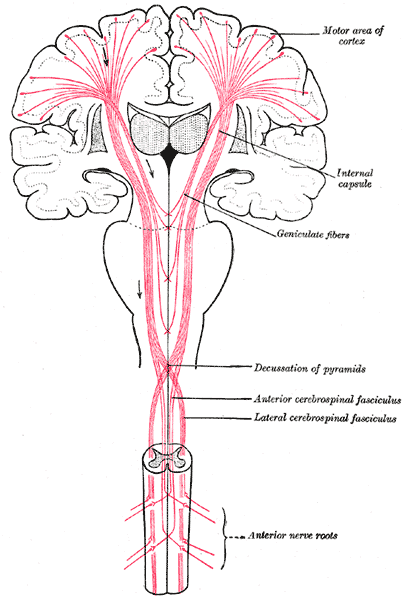
Schemat przebiegu dróg piramidowych w płaszczyźnie czołowej. Motor area of cortex – kora ruchowa; internal capsule – torebka wewnętrzna; geniculate fibers – włókna kolana torebki wewnętrznej; decussation of pyramids – skrzyżowanie piramid; anterior cerebrospinal fasciculus – przedni pęczek korowo-rdzeniowy; lateral cerebrospinal fasciculus – pęczek boczny; anterior nerve roots – korzenie rdzeniowe przednie

Układ piramidowy składa się z dwóch neuronów: ośrodkowego i obwodowego:
- ośrodkowy neuron ruchowy to duża, piramidowa komórka Betza, leżąca w 4. i częściowo 6. polu kory ruchowej (według Brodmanna). Komórki te ułożone są somatotopicznie w obrębie tych pól, określanych jako pierwszorzędowa kora ruchowa, co oznacza, że poszczególne unerwiane okolice ciała maja swoją określoną reprezentację korową;
- obwodowy neuron ruchowy to komórka leżąca w rogu przednim rdzenia kręgowego lub w jądrze ruchowym nerwów czaszkowych, w zależności od tego przez jakie nerwy dany mięsień jest unerwiany.

W warstwie V kory mózgu, w okolicy tzw. zakrętu przedśrodkowego, znajduje się 30-34 tysięcy komórek nerwowych piramidalnych (olbrzymich) Betza, których aksony biegną do jąder ruchowych pnia mózgu i rdzenia kręgowego. Neurony, pomiędzy którymi krążą impulsy nerwowe, są to zarówno neurony pośredniczące, znajdujące się w warstwie IV kory zakrętu przedśrodkowego, jak i neurony innych pól kory mózgu i ośrodków podkorowych.
Akson komórek Betza wychodząc z pola 4 lub 6 przechodzi przez istotę białą półkuli, i biegną w podkorowej istocie białej tworząc tzw. wieniec promienisty torebki wewnętrznej (łac. corona radiata). Dalej, aksony przekazujące sygnał w kierunku mięśni zaopatrywanych przez nerwy szkieletowe, biegną przez odnogę tylną torebki (łac. crus posterior) układając się tak, że włókna związane z wyższymi partiami ciała są bardziej z przodu. Jest to droga korowo-rdzeniowa. Aksony przekazujące sygnał w kierunku mięśni unerwianych przez nerwy czaszkowe przechodzą przez kolano torebki wewnętrznej. Jest to droga korowo-jądrowa. Dalej włókna trafiają do śródmozgowia tworząc odnogi mózgu, gdzie włókna drogi korowo-rdzeniowej układają się zewnętrznie w stosunku do włókien drogi korowo-jądrowej. Dalej trafiają one do mostu. Na tej wysokości włókna drogi korowo-jądrowej zaczynają się rozchodzić i kierują się do odpowiednich ruchowych jąder nerwów czaszkowych: III, IV, V, VI, VII, IX, X, XI i XII. Pozostałe trafiają do piramidy. Większość z nich krzyżuje się (przechodzi na drugą stronę rdzenia) na wysokości kaudalnej (ogonowej) części rdzenia przedłużonego wnikając do sznura bocznego. Jest to skrzyżowanie piramid, od którego dalej ciągnie się droga korowo-rdzeniowa (piramidowa) boczna. Reszta włókien tworzy drogę korowo-rdzeniową przednią. Przechodzą one dopiero na drugą stronę rdzenia na wysokości odpowiedniego neuromeru poprzez spoidło białe rdzenia kręgowego. W rogu przednim istoty szarej rdzenia kręgowego znajdują się ciała komórek obwodowych. Ich aksony opuszczają rdzeń przez korzeń przedni nerwu rdzeniowego i kierują się do mięśni efektorowych.
Skrzyżowaniu ulega 80% włókien drogi korowo-rdzeniowej, które przechodząc do sznura bocznego przeciwległej strony rdzenia kręgowego tworzą drogę korowo-rdzeniową boczną. Skrzyżowanie tej drogi wyjaśnia, dlaczego u osób praworęcznych funkcjonalnie dominująca jest lewa półkula mózgu, a u leworęcznych prawa.
Pozostałe 20% nieskrzyżowanych włókien tworzy drogę korowo-rdzeniową przednią, biegnącą w sznurze przednim rdzenia, która oddaje stopniowo włókna do substancji szarej rdzenia kończąc się w dystalnym odcinku rdzenia kręgowego szyjnego. Droga korowo-rdzeniowa boczna kończy się na odcinku L2-L3 rdzenia kręgowego, także stopniowo oddając swoje włókna. W odcinku szyjnym ta droga oddaje aż 55% wszystkich swoich włókien, w odcinku piersiowym tylko 20%, a pozostałe 25% w odcinku lędzwiowo-krzyżowym. W rogach przednich rdzenia sygnał z pierwszego neuronu drogi piramidowej przełączany jest na neuron drugi. Twierdzenie, że drogi piramidowe są dwuneuronowe, jest uproszczeniem, ponieważ drogi dwuneuronowe stanowią zaledwie 7–15% wszystkich dróg piramidowych. W większości są to drogi wieloneuronowe. Liczba neuronów drogi zwiększa się w rdzeniu kręgowym za sprawą neuronów pośredniczących (interneuronów).
Układ piramidowy unerwia ruchowo wszystkie mięśnie poprzecznie prążkowane w całym ustroju człowieka poza jednym mięśniem, który nie jest unerwiany ruchowo przez żaden układ, mięśniem strzemiączkowym. Jest to zarazem najmniejszy mięsień poprzecznie prążkowany w organizmie człowieka i jedyny poprzecznie prążkowany, nie podlegający woli.

## Uszkodzenie drogi piramidowej
Uszkodzenie ośrodkowego neuronu ruchowego spowoduje stan zwany niedowładem lub porażeniem. W zależności od miejsca uszkodzenia porażenie będzie po lewej i (lub) prawej stronie ciała, przeciwstronnie (jeśli uszkodzenie znajduje się proksymalnie od skrzyżowania piramid) lub tożstronnie (jeśli znajduje się poniżej skrzyżowania). Obecne będą odruchy rozciągowe (takie jak odruch kolanowy), a ich siła będzie nawet większa, ze względu na brak sterowania mięśniem przez korę ruchową (wygórowanie odruchów ścięgnistych).
Gdy uszkodzony zostanie obwodowy neuron ruchowy, brak będzie wszelkich odruchów (nawet obronnych), mięsień będzie wiotki, ze względu na zniesienie napięcia spoczynkowego, i dojdzie do zaników mięśniowych.
|                                               | Uszkodzenie górnego neuronu ruchowego | Uszkodzenie dolnego neuronu ruchowego |
| --------------------------------------------- | ------------------------------------- | ------------------------------------- |
| Siła mięśniowa                                | Osłabienie mięśni / niedowład         | Osłabienie mięśni / niedowład         |
| Odruchy głębokie                              | Wygórowane                            | Osłabione lub nieobecne               |
| Odruchy patologiczne (Babińskiego, Rossolimo) | Obecne                                |                                       |
|                                               | Zespół rzekomoopuszkowy               | Zespół opuszkowy                      |
| Odruchy ścięgniste                            | Wygórowane                            | Osłabione lub zniesione               |
| Klonusy                                       | Obecne                                |                                       |
| Synkinezy                                     | Obecne                                |                                       |
| Napięcie mięśniowe                            | Spastyczność                          | Wiotkość                              |
| Fascykulacje                                  |                                       | Obecne                                |